# Romancecar Museum
Le Romancecar Museum (ロマンスカーミュージアム, Romansukā myūjiamu) est un musée ferroviaire situé à Ebina dans la préfecture de Kanagawa, au Japon.
Le musée est la propriété de la compagnie Odakyū.

## Histoire
Le musée a ouvert le 19 avril 2021.

## Collection
Le musée retrace l'histoire de la compagnie Odakyū et expose les générations successives de Romancecar, les trains emblématiques de la compagnie. Le musée comprend également un grand diorama qui reproduit les lignes d'Odakyū, des simulateurs de conduite, des espaces de jeux pour enfants et une terrasse panoramique sur la gare d'Ebina.
| Modèle                      | N° voiture(s)    | Année |
| --------------------------- | ---------------- | ----- |
| Moha 1                      | 10               | 1927  |
| Série 3000 Romancecar SE    | 3021, 3022, 3028 | 1957  |
| Série 3100 Romancecar NSE   | 3221, 3223, 3231 | 1963  |
| Série 7000 Romancecar LSE   | 7003             | 1980  |
| Série 10000 Romancecar HiSE | 10001            | 1987  |
| Série 20000 Romancecar RSE  | 20001, 20151     | 1991  |

## Galerie

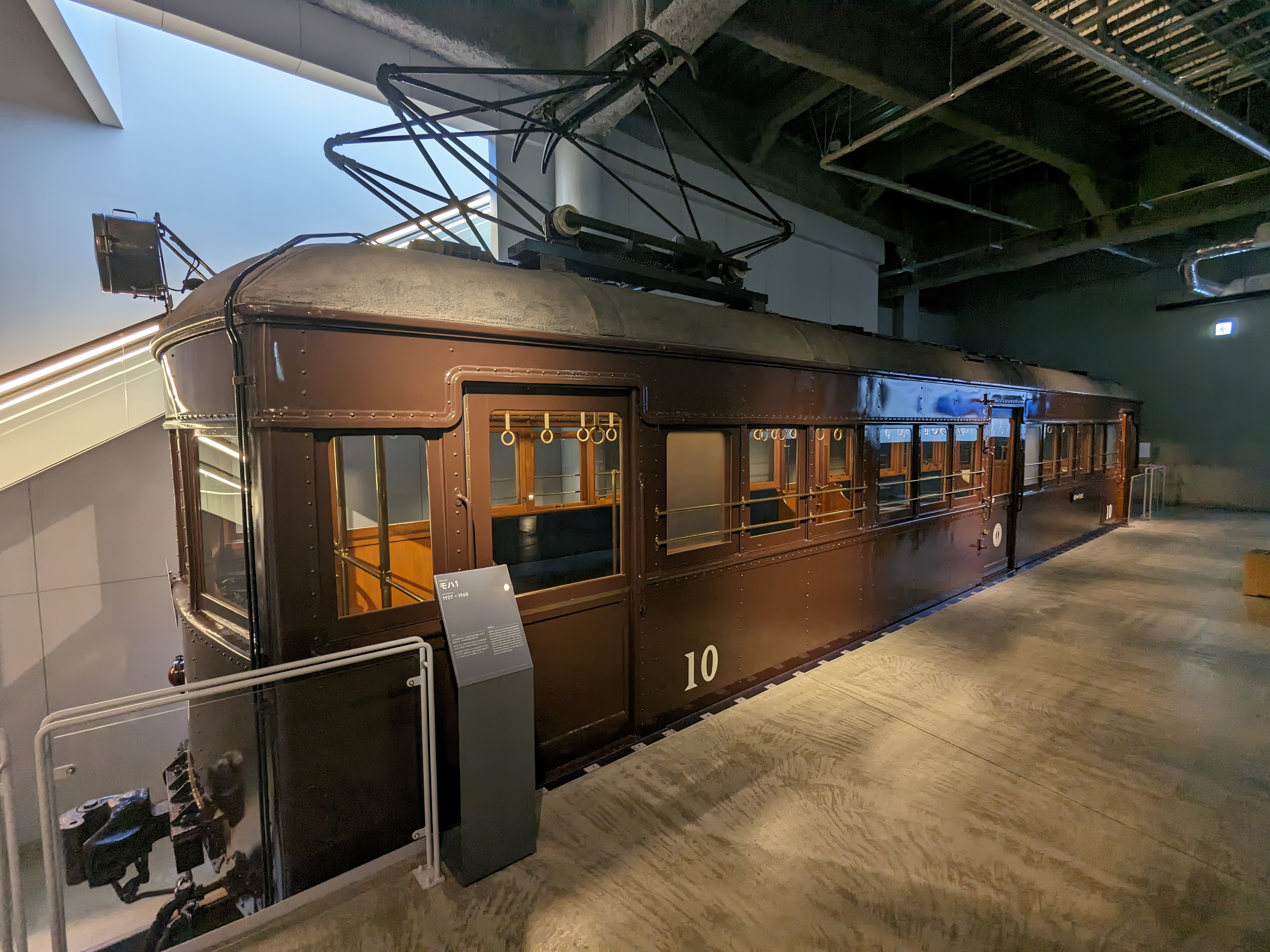
Moha 1
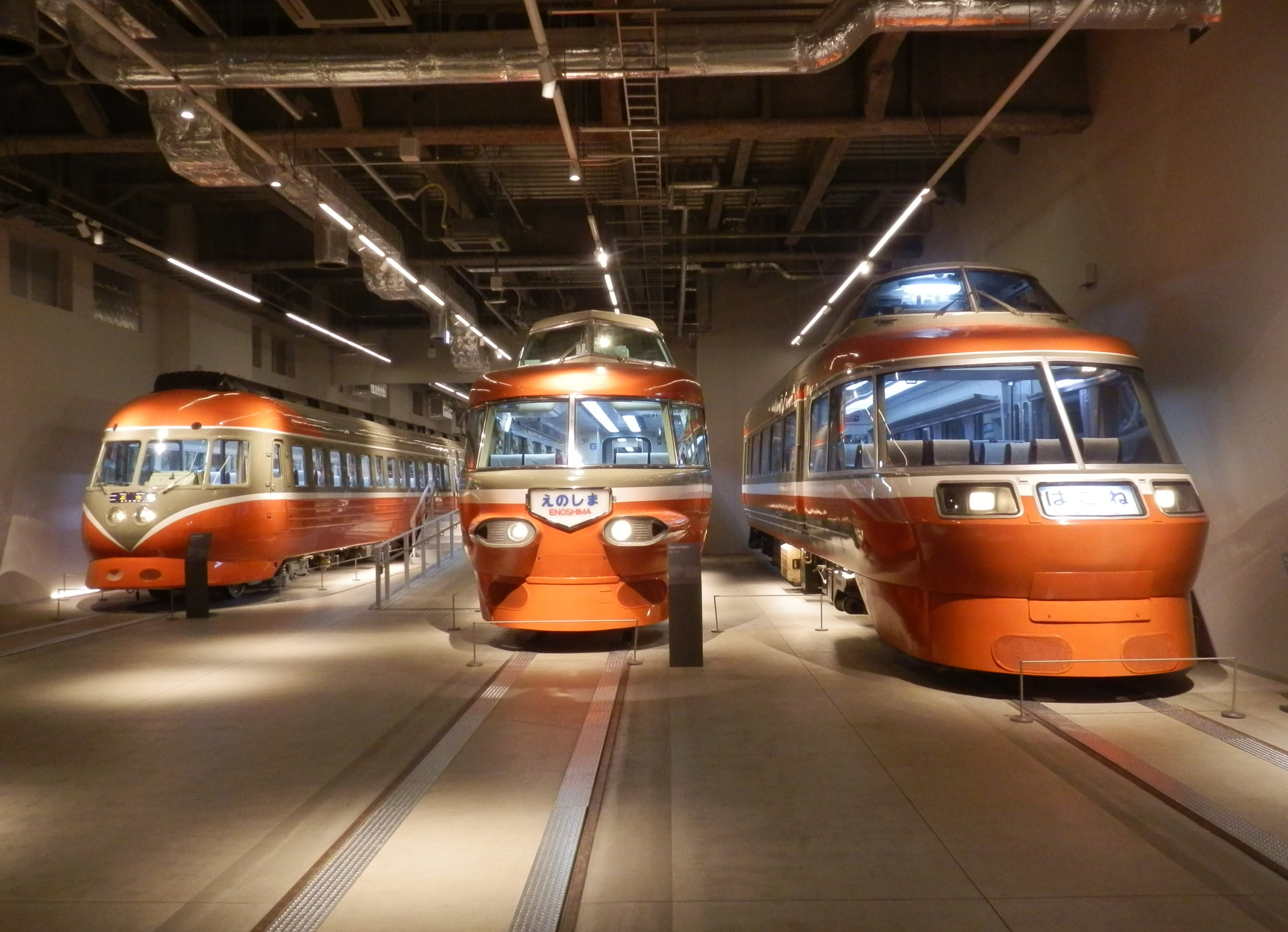
Galerie des Romancecar (de gauche à droite : SE, NSE, LSE)
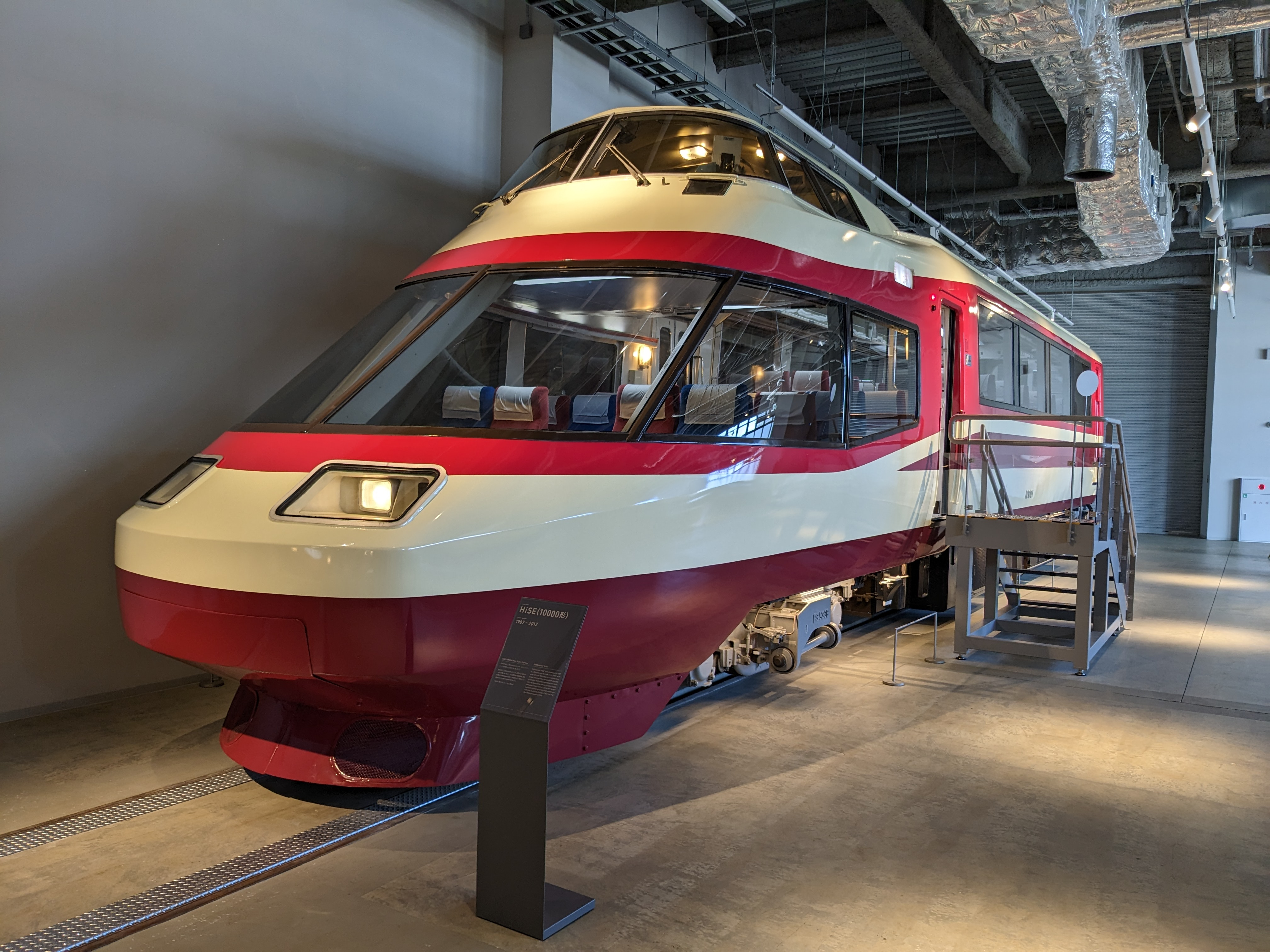
Romancecar HiSE
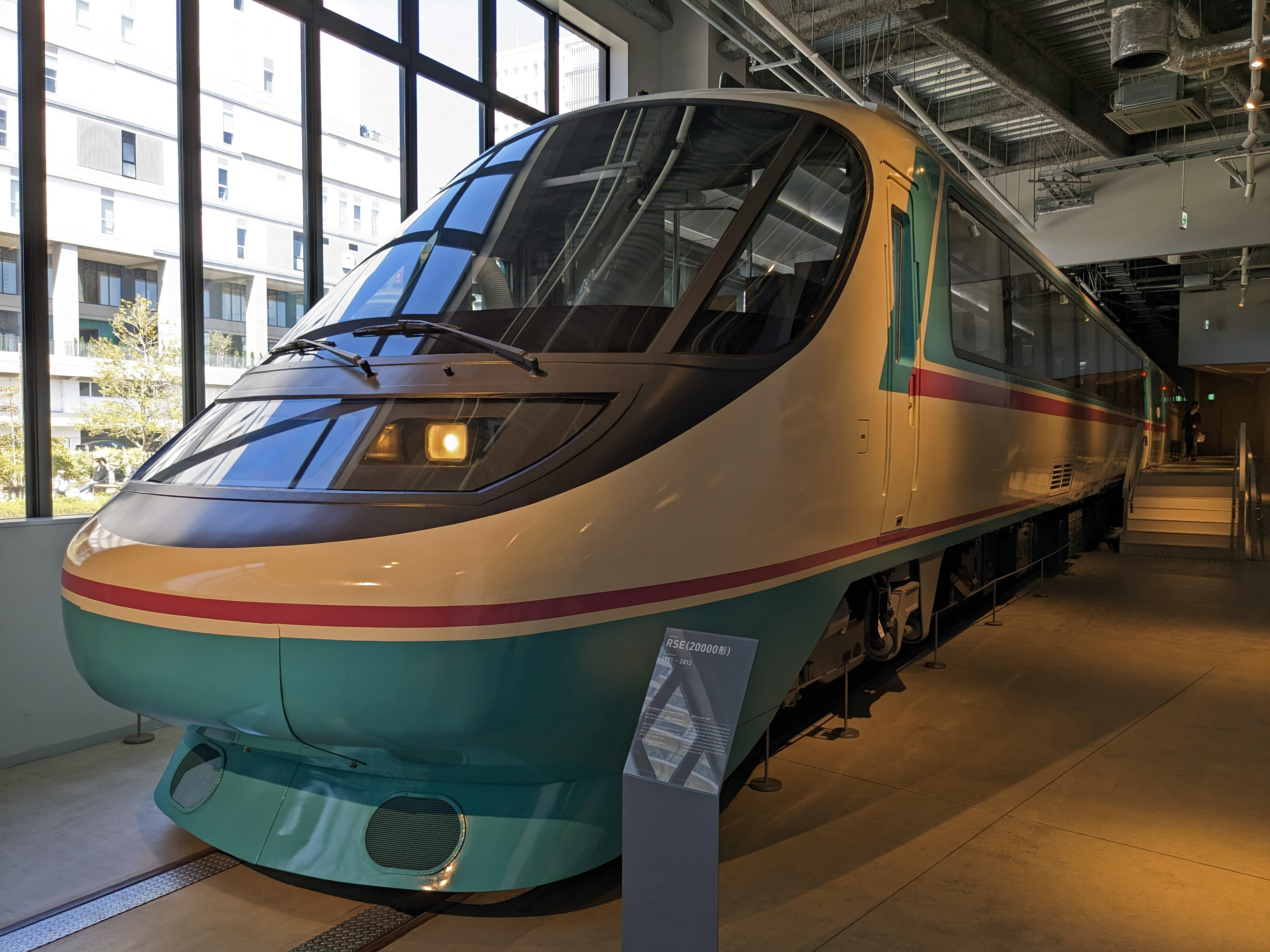
Romancecar RSE